# Río Puca
Río Puca är ett vattendrag i Ecuador. Det ligger i den västra delen av landet, 200 km sydväst om huvudstaden Quito.